# 全国二輪車安全普及協会
一般社団法人全国二輪車安全普及協会（ぜんこくにりんしゃあんぜんふきゅうきょうかい、Motercycle Safety Association）は、オートバイの安全性向上に向けて設立された一般社団法人で、オートバイ製造会社、卸販売業者、関連団体で結成された業界団体。
2013年、日本二輪車普及安全協会に改組した。

## 沿革
- 1979年3月31日 - 設立。
- 2011年 - 一般社団法人に移行。
- 2013年 - NMCA日本二輪車協会、8地区二輪車協会、各都府県地区二輪車安全普及協会と組織統合し、一般社団法人 日本二輪車普及安全協会に改組。

## 会員

### 製造会社
- 本田技研工業
- ヤマハ発動機
- スズキ
- 川崎重工業

### 銘柄会
- 全国ホンダ二輪会
- 全国ヤマハ会
- 全国スズキ二輪会
- 全国カワサキ会

### 関連団体
- 日本自動車工業会
- 全国軽自動車協会連合会
- 日本自動車整備振興会連合会
- 日本モーターサイクルスポーツ協会
- NMCA日本二輪車協会

### 特別会員
- 全日本交通安全協会
- 全国防犯協会連合会
- ハーレーダビッドソンジャパン
- BMW